# Telmessus
Telmessus is een geslacht van kreeftachtigen uit de klasse van de Malacostraca (hogere kreeftachtigen).

## Soorten
- Telmessus acutidens (Stimpson, 1848)
- Telmessus cheiragonus (Tilesius, 1812)